# Milan Lanhove
Milan Lanhove (Halle, 1 november 2003) is een Belgisch wielrenner.

## Carrière
In 2024 reed Lanhove voor de opleidingsploeg van Bingoal WB. Namens de hoofdmacht van die ploeg werd hij in augustus negentiende in de MuurClassic.
In 2025 werd Lanhove prof bij Team Flanders-Baloise. Zijn debuut voor de ploeg maakte hij op Mallorca, waar hij deelnam aan vier manches van de Challenge Mallorca.

## Resultaten in voornaamste wedstrijden
|      | \| Jaar \| Gent-Wevelgem \| \| ---- \| ------------- \| \| 2025 \| opgave \| |
| Jaar | Gent-Wevelgem                                                                |
| 2025 | opgave                                                                       |

## Ploegen
- 2024 –  Bingoal WB Devo Team
- 2025 –  Team Flanders-Baloise